# Tha Carter II
Tha Carter II är det femte studioalbumet av rapparen Lil Wayne, släppt den 6 december 2005 på Cash Money Records. 

## Låtlista
| Nr | Titel                                      | Längd | Producent(er)                    | Gästartist(er)                   |
| -- | ------------------------------------------ | ----- | -------------------------------- | -------------------------------- |
| 1  | "Tha Mobb"                                 | 5:20  | Heatmakerz                       |                                  |
| 2  | "Fly In"                                   | 2:23  | T-Mix & BatMan                   |                                  |
| 3  | "Money on My Mind"                         | 4:31  | The Runners                      |                                  |
| 4  | "Fireman"                                  | 4:23  | Develop                          |                                  |
| 5  | "Mo Fire"                                  | 3:23  | Donnie Scantz and Jeremy Harding |                                  |
| 6  | "On tha Block #1"                          | 0:38  |                                  |                                  |
| 7  | "Best Rapper Alive"                        | 4:53  | Bigg D                           |                                  |
| 8  | "Lock and Load"                            | 4:46  | T-Mix & BatMan                   | Kurupt & Six Shot                |
| 9  | "Oh No"                                    | 3:11  | Young Yonny and Matlock          |                                  |
| 10 | "Grown Man"                                | 4:06  | T-MIX & BatMan                   | Curren$y                         |
| 11 | "On tha Block #2"                          | 0:25  |                                  |                                  |
| 12 | "Hit 'Em Up"                               | 4:07  | Chase.N.Cashe                    |                                  |
| 13 | "Carter II"                                | 2:24  | T-MIX & BatMan                   |                                  |
| 14 | "Hustler Musik"                            | 5:03  | T-Mix & Batman                   |                                  |
| 15 | "Receipt"                                  | 3:48  | Heatmakerz                       |                                  |
| 16 | "Shooter"                                  | 4:35  | Robin Thicke                     | Robin Thicke                     |
| 17 | "Weezy Baby"                               | 4:18  | Deezle                           | Nikki                            |
| 18 | "On tha Block #3"                          | 0:13  |                                  |                                  |
| 19 | "I'm a Dboy"                               | 4:00  | T-Mix & Batman                   | Birdman                          |
| 20 | "Feel Me"                                  | 3:48  | Develop                          |                                  |
| 21 | "Get Over"                                 | 4:42  | Cool & Dre                       | Nikki                            |
| 22 | "Fly Out"                                  | 2:25  | T-Mix & Batman                   |                                  |
| 23 | "4 Flat Tires" (bonuslåt i Storbritannien) | 4:58  | Midi Mafia                       | Miri Ben-Ari, Six Shot & Birdman |

## Samplingar
Tha Mobb
- "Moment of Truth" av Willie Tee

Best Rapper Alive
- "Fear of the Dark" av Iron Maiden

Receipt
- "Lay-Away" av The Isley Brothers

Shooter
- "Oh Shooter" av Robin Thicke
- "Mass Appeal" av Gang Starr

I'm A DBoy
- "Paid in Full" av Eric B. & Rakim

Get Over
- "Love Is What We Came Here For" av Garland Green

## Recensioner
Albumet bemöttes väl av kritikerna. Allmusic gav albumet 4 stjärnor av 5. Tidskriften Rolling Stone gav albumet 3,5 stjärnor av 5. Stylus Magazine och Robert Christgau gav albumet betyget B+. Pitchfork Media gav albumet betyget 8.1 poäng av 10 möjliga.

## Listplaceringar
| Lista (2005)                         | List- position |
| ------------------------------------ | -------------- |
| USA Billboard 200                    | 2              |
| USA Billboard Top R&B/Hip-Hop Albums | 1              |
| USA Billboard Top Rap Albums         | 1              |
| Den kanadensiska albumlistan         | 26             |

## Tha Carter II: Chopped and Screwed
En screw-version av albumet släpptes den 7 mars 2006. Låtarna är omgjorda av Michael "5000" Watts.

### Låtlista
| Nr | Titel             | Längd | Producent(er)                  | Bästartist(er)       |
| -- | ----------------- | ----- | ------------------------------ | -------------------- |
| 1  | Fly In            | 3:08  | T-Mix and Batman               |                      |
| 2  | Tha Mobb          | 6:45  | The Heatmakerz                 |                      |
| 3  | Money On My Mind  | 4:55  | The Runners, DJ Nasty & LVM    |                      |
| 4  | Best Rapper Alive | 4:23  | Big D                          |                      |
| 5  | Fireman           | 5:09  | Michael "5000" Watts, Doe Boyz |                      |
| 6  | Oh No             | 3:38  | Yonny                          |                      |
| 7  | Shooter           | 5:02  | Robin Thicke                   | Robin Thicke         |
| 8  | Mo Fire           | 3:50  | Yonny                          |                      |
| 9  | Weezy Baby        | 1:25  | Deezle                         | Nikki                |
| 10 | Lock And Load     | 4:53  | T-Mix and Batman               | Kurupt               |
| 11 | Hustler Muzik     | 4:52  | T-Mix and Batman               |                      |
| 12 | Watts Scratch     | 0:27  | Michael "5000" Watts           | Michael "5000" Watts |
| 13 | Receipt           | 4:04  | The Heatmakerz                 |                      |
| 14 | Grown Man         | 4:39  | T-Mix and Batman               | Currency             |
| 15 | Hit 'Em Up        | 3:37  | Doe Boyz                       |                      |
| 16 | Carter II         | 2:47  | T-Mix and Batman               |                      |
| 17 | I'm A DBoy        | 3:49  | T-Mix and Batman               | Birdman              |
| 18 | Feel Me Nigga     | 4:38  | Doe Boyz                       |                      |
| 19 | Get Over          | 5:29  | Cool and Dre                   | Nikki                |
| 20 | Fly Out           | 2:11  | T-Mix and Batman               |                      |

### Listplaceringar
| Lista (2006)                         | List- position |
| ------------------------------------ | -------------- |
| USA Billboard Top R&B/Hip-Hop Albums | 64             |